# Pagretar
Pagretar (nep. पांग्रेटार) – gaun wikas samiti w środkowej części Nepalu w strefie Bagmati w dystrykcie Sindhupalchowk. Według nepalskiego spisu powszechnego z 2001 roku liczył on 677 gospodarstw domowych i 3352 mieszkańców (1685 kobiet i 1667 mężczyzn).